# Mortes em 2015
Esta é uma relação de pessoas notáveis que morreram durante o ano de 2015.